# San Bernardo, Durango
San Bernardo är en ort i Mexiko.   Den ligger i kommunen San Bernardo och delstaten Durango, i den centrala delen av landet, 1 000 km nordväst om huvudstaden Mexico City. San Bernardo ligger 1 634 meter över havet och antalet invånare är 700.
Terrängen runt San Bernardo är platt åt nordost, men åt sydväst är den kuperad. Runt San Bernardo är det mycket glesbefolkat, med 2 invånare per kvadratkilometer. Närmaste större samhälle är Santa María del Oro, 16,9 km öster om San Bernardo. Omgivningarna runt San Bernardo är i huvudsak ett öppet busklandskap.